# Pah Wongso
Louis Victor Wijnhamer (11 de febrero de 1904 - 13 de mayo de 1975), más conocido como Pah Wongso (en chino, 伯王梭; pinyin, Bó Wángsuō), fue un trabajador social indo popular dentro de la comunidad étnica china de las Indias Orientales Holandesas , y posteriormente indonesia _ Educado en Semarang y Surabaya , Pah Wongso comenzó su trabajo social a principios de la década de 1930, utilizando artes tradicionales como el wayang golek para promover causas como la monogamia y la abstinencia. Para 1938, había establecido una escuela para los pobres y estaba recaudando dinero para laCruz Roja para enviar ayuda a China.
A fines de 1938, Pah Wongso utilizó un fondo de defensa legal, que se había recaudado para él cuando fue acusado de extorsión, para establecer otra escuela; a esto le siguió un centro de empleo en 1939. En 1941, Star Film estrenó dos producciones, Pah Wongso Pendekar Boediman y Pah Wongso Tersangka , protagonizada por él y con su nombre en el título. Durante la ocupación japonesa de las Indias Orientales Holandesas , Pah Wongso estuvo recluido en una serie de campos de concentración en el sudeste asiático. Fue repatriado después de la guerra, recaudó fondos para la Cruz Roja y dirigió una oficina de empleo hasta su muerte.

## Primeros años y trabajo social
Louis Victor Wijnhamer nació el 11 de febrero de 1904 en Tegal, Java Central, en las Indias Orientales Holandesas. Uno de los tres hermanos, Wijnhamer nació de un administrador étnico holandés de Surabaya, Louis Gregorius Wijnhamer y J. F. Ihnen; era de ascendencia indo. Estudió en la escuela secundaria superior en Semarang, antes de pasar un tiempo en Suikerschool en Surabaya, y luego llegó a Batavia (ahora Yakarta). Allí, entre 1927 y 1937, trabajó como amanuense en la School tot Opleiding van Inlandsche Artsen.
A principios de la década de 1930, Wijnhamer, conocido como Pah Wongso,fue reconocido en Java Occidental por su promoción de causas sociales. Estos incluyeron la promoción de la monogamia y la fe en la medicina occidental, así como la lucha contra el juego y el uso de opio y alcohol. Al transmitir sus mensajes, a menudo usaba el wayang golek sundanés (una forma de títere de varillas), ya que la gente local generalmente no sabía leer. Podía hablar holandés, malayo y javanés con fluidez, y dominaba un poco el chino y el japonés. Este trabajo social se financiaba principalmente con el trabajo diario de Pah Wongso, vendiendo cacahuetes fritos (kacang goreng).
En 1938, Pah Wongso se casó y abrió una escuela para niños pobres, en particular para los de ascendencia china mixta, en Gang Patikee; fue financiado por donaciones. También fue miembro de la rama de Indias de la Cruz Roja, y reconocido por su labor humanitaria. Organizó ferias nocturnas en varias ciudades de las Indias (incluidas Yogyakarta, Semarang y Surabaya), realizó subastas y vendió bebidas y bocadillos para recaudar dinero para enviar ayuda a China, y luego luchó contra los japoneses.

## Establecimiento de escuelas y popularidad

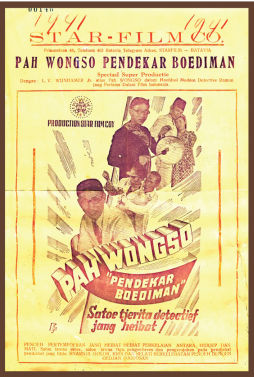
Cartel de Pah Wongso Pendekar Boediman (1941); La popularidad de Pah Wongso fue tal que Star Film estrenó dos películas con su nombre.

Después de una de estas ferias, en Yogyakarta, Pah Wongso fue arrestado por escribir una carta amenazante a Liem Tek Hien, quien se negaba a pagar f. 10 por un bastón que dijo que no había comprado y recluido en la prisión de Struiswijk en Batavia. Fue acusado de "intento de extorsión y trato desagradable". El caso fue ampliamente seguido por los chinos étnicos en las Indias, y el periódico Keng Po estableció un fondo de defensa para Pah Wongso, que recaudó más de f. 1.300 a mediados de junio de 1938; esto había llegado a casi f. 2.000 a fin de mes. El caso fue llevado a juicio el 24 de junio de 1938. Aunque Liem lamentó haber denunciado a Pah Wongso a la policía, el fiscal pidió una sentencia de dos meses, mientras que la defensa pidió la absolución o el tiempo cumplido.
Finalmente, el 28 de junio de 1938, el juez dictó una sentencia de un mes – igual al tiempo que había cumplido Pah Wongso, y fue puesto en libertad. Pah Wongso apeló la sentencia del tribunal y pidió la absolución; en agosto de 1938 su sentencia fue reducida a una multa de 25 centavos. El fondo de defensa recaudado por Keng Po, por un total de casi f. 3.500 para agosto, se destinó al establecimiento de una escuela; el 8 de agosto de 1938 se inauguró la escuela Pah Wongso Crèches para jóvenes empobrecidos en 20 Blandongan St. en Batavia. A finales de año, Pah Wongso había participado en una marcha sobre el consumo de opio y había aparecido en un número especial de Fu Len.
En 1939, Pah Wongso amplió su escuela en Blandongan para incluir una oficina de empleo. Establecido con f. 1,000, la oficina estaba ubicada arriba de la escuela y en noviembre de 1939 estaba capacitando a 22 personas que buscaban trabajo. Mientras tanto, las guarderías Pah Wongso atendieron a más de 200 estudiantes indígenas y de etnia china. Continuó hablando en contra de las condiciones laborales en las Indias, dando una conferencia ante una audiencia de 1000 personas en el Teatro Queens en Batavia en octubre de 1939. Siguió siendo muy popular entre los chinos étnicos.
En 1941, Star Film realizó dos películas protagonizadas por Pah Wongso para aprovechar su popularidad. El primero, Pah Wongso Pendekar Boediman (Pah Wongso el guerrero culto), lo describió como un vendedor de nueces que investiga el asesinato de un rico hajji. Fue lanzado con gran éxito popular, aunque el periodista Saeroen sugiere que esto se debió principalmente a la popularidad existente de Pah Wongso dentro de la comunidad china. Una segunda película, una comedia titulada Pah Wongso Tersangka, mostraba a Pah Wongso como sospechoso en una investigación y se estrenó en diciembre de 1941. Escribiendo en la revista Pertjatoeran Doenia dan Film, "S". elogió la introducción de la comedia en la industria cinematográfica de las Indias y expresó su esperanza de que la película "deje al público riendo a carcajadas".

## Vida posterior

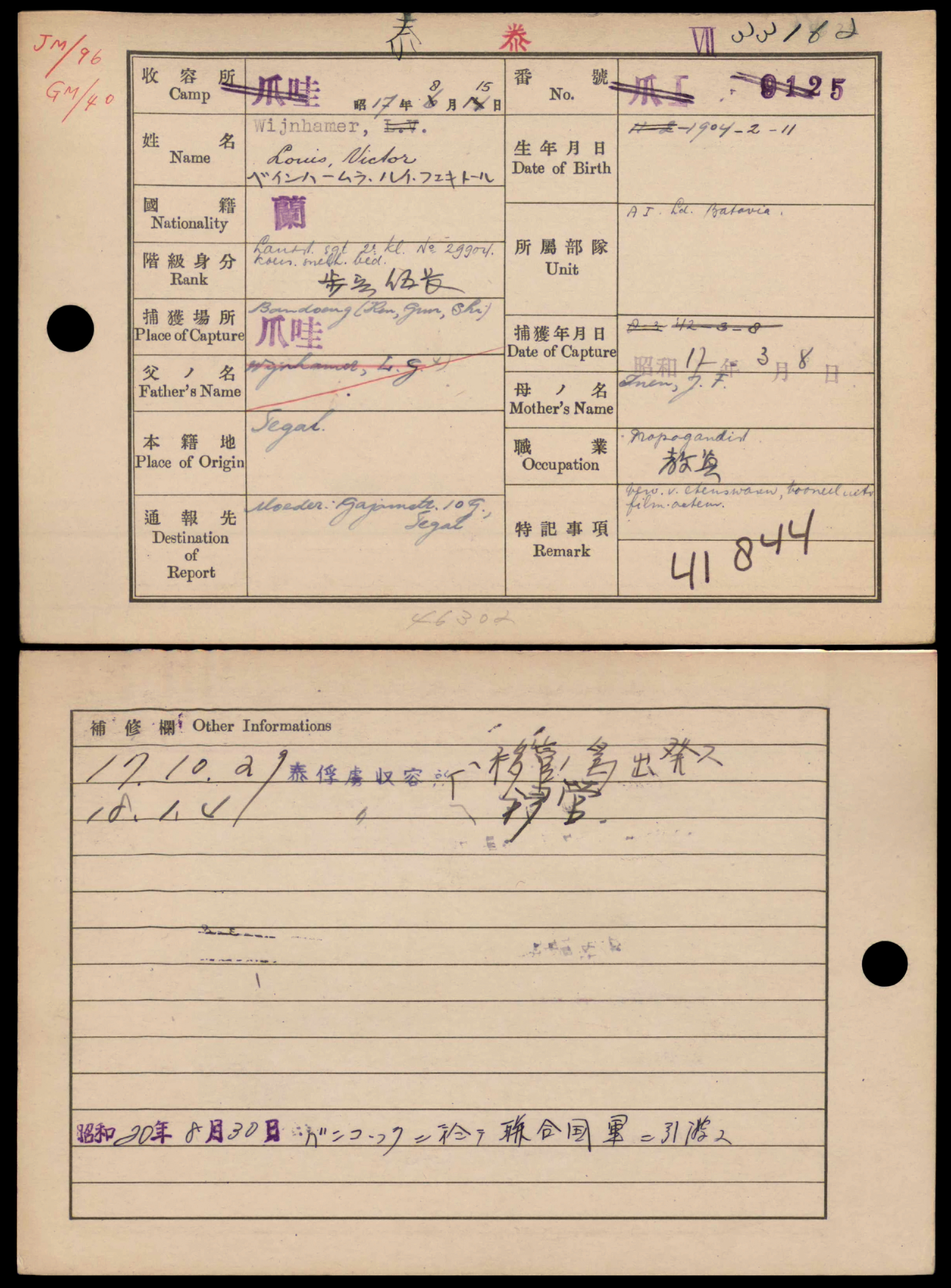
Tarjeta de registro de Wongso con las fuerzas de ocupación japonesas, 1945

En marzo de 1942, el Imperio de Japón ocupó las Indias Orientales Holandesas. Pah Wongso fue capturado en Bandung el 8 de marzo y pasó tres años en una serie de campos de concentración en el sudeste asiático, incluidos Tailandia, Singapur y Malaya. Regresó a las Indias, ahora independientes y conocidas como Indonesia, en 1948, cuando estableció la oficina social "Tulung Menulung" (literalmente "asistencia mutua"); también trabajó para la sucursal de Yakarta de Bond Motors. A mediados de la década de 1950 conoció al presidente Sukarno y en 1957 estaba a la venta una biografía de Pah Wongso.Él y su esposa Gouw Tan Nio (también conocida como Leny Wijnhamer) tuvieron su quinto hijoel 3 de febrero de 1955.
Pah Wongso siguió recaudando dinero para la Cruz Roja vendiendo maní frito. También continuó operando su escuela en Blandongan, así como la oficina de empleo, que capacitaba a hombres y mujeres jóvenes para puestos como sirvientas, jardineros y botones, y luego los colocaba con empleadores. Varios de los estudiantes de Pah Wongso procedían de otras islas además de Java. De Nieuwsgier contó la historia de un joven, de Bengkulu, que había venido a Java para estudiar, le robaron todas sus posesiones mientras estaba en Yakarta y luego Pah Wongso lo ayudó a encontrar trabajo.
Pah Wongso continuó operando su escuela y oficina de empleo, bajo los auspicios de la Fundación Pah Wongso, hasta la década de 1970. Promocionó que la fundación había encontrado puestos para 1.000 mujeres jóvenes y11.000 hombres jóvenes, y se emitieron anuncios que ofrecían colocar trabajadores en indonesio, inglés y holandés. La institución también brindó servicios de impresión; escribió cartas a pedido en inglés, holandés e indonesio; y proporcionó actuaciones de wayang con cuatro tipos de títeres. Pah Wongso murió en Yakarta el 13 de mayo de 1975.

## Otras lecturas
Wongso, Pah (c. 1951). Siapa Pah Wongso? (L.V. Wijnhamer): Instinknja: Urus Anak Terlantar dan Béla jang Tertindas [Who is Pah Wongso? (L.V. Wijnhamer): His Instinct: Take Care of the Abandoned Children and Protect the Downtrodden] (en indonesian). s.n. OCLC 815201816.